# Mauricio Yedro
Mauricio José Yedro (Las Rosas, Argentina; 10 de febrero de 1987) es un futbolista argentino. Juega de centrocampista y su equipo actual es William Kemmis de la Liga Cañadense de Futbol.  

## Trayectoria
Se inició futbolísticamente en C. A. Williams Kemmis de su ciudad Las Rosas (Santa Fe).
A finales de 2017 descendió con Fuerza Amarilla al Campeonato Ecuatoriano de Fútbol Serie B 2018, al terminar el torneo en último lugar.

## Clubes
| Club                           | País      | Año         | PJ | G |
| ------------------------------ | --------- | ----------- | -- | - |
| Gimnasia y Esgrima de La Plata | Argentina | 2005-2008   | 29 | 0 |
| Defensa y Justicia             | Argentina | 2008        | 13 | 0 |
| Montevideo Wanderers           | Uruguay   | 2009        | 9  | 2 |
| Gimnasia y Esgrima de Jujuy    | Argentina | 2010-2011   | 43 | 2 |
| Santiago Morning               | Chile     | 2011-2012   | 27 | 2 |
| Huachipato                     | Chile     | 2012-2014   | 47 | 3 |
| Deportes Iquique               | Chile     | 2014-2015   | 31 | 0 |
| Santiago Morning               | Chile     | 2015-2016   | 30 | 2 |
| Fuerza Amarilla                | Ecuador   | 2017        | 28 | 0 |
| Coquimbo Unido                 | Chile     | 2018-2019   | 41 | 2 |
| Santiago Morning               | Chile     | 2020 - 2021 | 15 | 1 |
| Olmedo                         | Ecuador   | 2021 - 2022 | 65 | 0 |
| Cuniburo                       | Ecuador   | 2023-act.   | 36 | 1 |

## Títulos

### Torneos nacionales
| Título           | Club           | País  | Año    |
| ---------------- | -------------- | ----- | ------ |
| Primera División | Huachipato     | Chile | 2012-C |
| Primera B        | Coquimbo Unido | Chile | 2018   |